# SuperLiga Serbiei
SuperLiga Serbiei este cea mai importantă competiție fotbalistică din Serbia.

## Istorie
Prima Ligă a Iugoslaviei a început în 1923 și a adunat cele mai bune cluburi din fosta Iugoslavie. În 1991, cluburile din Slovenia și Croația s-au retras și și-au înființat propriile ligi, iar în 1992 au procedat la fel si echipele din Bosnia-Herzegovina și Macedonia. Prima Liga a Iugoslaviei a fost continuată cu echipe din Serbia și Muntenegru până în 2006 când Muntenegru și-a declarat independența și ulterior și-a format propria ligă. Din 2006 liga este formată doar din echipe din Serbia și și-a schimbat denumirea în SuperLiga Serbiei.
| Club        | Titluri | Ani                          | Vice-Campioni |
| ----------- | ------- | ---------------------------- | ------------- |
| BSK         | 5       | 1931, 1933, 1935, 1936, 1939 | 4             |
| Jugoslavija | 2       | 1924, 1925                   | 3             |

| Club        | Titluri | Ani                          |
| ----------- | ------- | ---------------------------- |
| BSK         | 5       | 1920, 1921, 1941, 1943, 1944 |
| Jugoslavija | 3       | 1914, 1922, 1942             |

### Prima Ligă Iugoslava
| Club                 | Titluri | Ani | Vice-Campioni | Locul trei |
| -------------------- | ------- | --- | ------------- | ---------- |
| Steaua Roșie Belgrad | 19      | 1951, 1953, 1956, 1957, 1959, 1960, 1964, 1968, 1969, 1970, 1973, 1977, 1980, 1981, 1984, 1988, 1990, 1991, 1992 | 9             | 7          |
| Partizan             | 11      | 1947, 1949, 1961, 1962, 1963, 1965, 1976, 1978, 1983, 1986, 1987                                                 | 9             | 8          |
| Vojvodina            | 2       | 1966, 1989 | 3             | 2          |
| BSK                  |         | | 2             | 2          |
| Radnički Beograd     |         | |               | 2          |
| Radnički Niš         |         | |               | 2          |

### Prima Ligă a Iugoslaviei/Serbiei si Muntenegrului (1992 - 2006)
| Sezon   | Campioni                  | Vice-Campioni        | Locul trei           | Golgeter(i)                                                        | Goluri |
| ------- | ------------------------- | -------------------- | -------------------- | ------------------------------------------------------------------ | ------ |
| 1992–93 | Partizan (12)             | Steaua Roșie Belgrad | Vojvodina            | Anto Drobnjak (Steaua Roșie Belgrad ) Vesko Mihajlović (Vojvodina) | 22     |
| 1993–94 | Partizan (13)             | Steaua Roșie Belgrad | Vojvodina            | Savo Milošević (Partizan)                                          | 21     |
| 1994–95 | Steaua Roșie Belgrad (20) | Partizan             | Vojvodina            | Savo Milošević (Partizan)                                          | 30     |
| 1995–96 | Partizan (14)             | Steaua Roșie Belgrad | Vojvodina            | Vojislav Budimirović (Čukarički)                                   | 23     |
| 1996–97 | Partizan (15)             | Steaua Roșie Belgrad | Vojvodina            | Zoran Jovičić (Steaua Roșie Belgrad )                              | 21     |
| 1997–98 | Obilić (1)                | Steaua Roșie Belgrad | Partizan             | Saša Marković (Železnik / Steaua Roșie Belgrad )                   | 27     |
| 1998–99 | Partizan (16)             | Obilić               | Steaua Roșie Belgrad | Dejan Osmanović (Hajduk Kula)                                      | 16     |
| 1999–00 | Steaua Roșie Belgrad (21) | Partizan             | Obilić               | Mateja Kežman (Partizan)                                           | 27     |
| 2000–01 | Steaua Roșie Belgrad (22) | Partizan             | Obilić               | Petar Divić (OFK Beograd)                                          | 27     |
| 2001–02 | Partizan (17)             | Steaua Roșie Belgrad | Sartid               | Zoran Đurašković (Mladost Lučani)                                  | 27     |
| 2002–03 | Partizan (18)             | Steaua Roșie Belgrad | OFK Belgrad          | Zvonimir Vukić (Partizan)                                          | 22     |
| 2003–04 | Steaua Roșie Belgrad (23) | Partizan             | Železnik             | Nikola Žigić (Steaua Roșie Belgrad )                               | 19     |
| 2004–05 | Partizan (19)             | Steaua Roșie Belgrad | Zeta                 | Marko Pantelić (Steaua Roșie Belgrad )                             | 21     |
| 2005–06 | Steaua Roșie Belgrad (24) | Partizan             | Voždovac             | Srđan Radonjić (Partizan)                                          | 20     |

| Echipa               | Titluri | Ani                                               | Vice-Campioni | Locul trei |
| -------------------- | ------- | ------------------------------------------------- | ------------- | ---------- |
| Partizan             | 8       | 1993, 1994, 1996, 1997, 1999, 2002, 2003 and 2005 | 5             | 1          |
| Steaua Roșie Belgrad | 5       | 1995, 2000, 2001, 2004 and 2006                   | 8             | 1          |
| Obilić               | 1       | 1998                                              | 1             | 2          |
| Vojvodina            |         |                                                   |               | 5          |
| Sartid               |         |                                                   |               | 1          |
| OFK Beograd          |         |                                                   |               | 1          |
| Železnik             |         |                                                   |               | 1          |
| Voždovac             |         |                                                   |               | 1          |

### SuperLiga Serbiei
| Sezon   | Campioni                  | Vice-Campioni        | Locul trei           | Golgeter(i)                                                        | Goluri |
| ------- | ------------------------- | -------------------- | -------------------- | ------------------------------------------------------------------ | ------ |
| 2006–07 | Steaua Roșie Belgrad (25) | Partizan             | Vojvodina            | Srđan Baljak (Banat)                                               | 18     |
| 2007–08 | Partizan (20)             | Steaua Roșie Belgrad | Vojvodina            | Nenad Jestrović (Steaua Roșie Belgrad )                            | 13     |
| 2008–09 | Partizan (21)             | Vojvodina            | Steaua Roșie Belgrad | Lamine Diarra (Partizan)                                           | 19     |
| 2009–10 | Partizan (22)             | Steaua Roșie Belgrad | OFK                  | Dragan Mrđa (Vojvodina)                                            | 22     |
| 2010–11 | Partizan (23)             | Steaua Roșie Belgrad | Vojvodina            | Ivica Iliev (Partizan) Andrija Kaluđerović (Steaua Roșie Belgrad ) | 13     |
| 2011–12 | Partizan (24)             | Steaua Roșie Belgrad | Vojvodina            | Darko Spalević (Radnički Kragujevac)                               | 19     |
| 2012–13 | Partizan (25)             | Steaua Roșie Belgrad | Vojvodina            | Miloš Stojanović (Jagodina)                                        | 19     |
| 2013–14 | Steaua Roșie Belgrad (26) | Partizan             | Jagodina             | Dragan Mrđa (2) (Steaua Roșie Belgrad )                            | 19     |
| 2014–15 | Partizan (26)             | Steaua Roșie Belgrad | Čukarički            | Patrick Friday Eze (Mladost Lučani)                                | 15     |
| 2015–16 | Steaua Roșie Belgrad (27) | Partizan             | Čukarički            | Aleksandar Katai (Steaua Roșie Belgrad )                           | 21     |
| 2016–17 |                           |                      |                      |                                                                    |        |

| Club                 | Titluri | Ani                                      | Vice-Campioni | Locul trei |
| -------------------- | ------- | ---------------------------------------- | ------------- | ---------- |
| Partizan             | 7       | 2008, 2009, 2010, 2011, 2012, 2013, 2015 | 3             |            |
| Steaua Roșie Belgrad | 3       | 2007, 2014, 2016                         | 6             | 1          |
| Vojvodina            |         |                                          | 1             | 5          |
| Čukarički            |         |                                          |               | 2          |
| Jagodina             |         |                                          |               | 1          |
| OFK Beograd          |         |                                          |               | 1          |

### Campionii all-time ai Serbiei (1923–2016)
| Club                 | Titluri | Ani | Vice-Campioni |
| -------------------- | ------- | --- | ------------- |
| Steaua Roșie Belgrad | 27      | 1951, 1953, 1956, 1957, 1959, 1960, 1964, 1968, 1969, 1970, 1973, 1977, 1980, 1981, 1984, 1988, 1990, 1991, 1992, 1995, 2000, 2001, 2004, 2006, 2007, 2014, 2016 | 23            |
| Partizan             | 26      | 1947, 1949, 1961, 1962, 1963, 1965, 1976, 1978, 1983, 1986, 1987, 1993, 1994, 1996, 1997, 1999, 2002, 2003, 2005, 2008, 2009, 2010, 2011, 2012, 2013, 2015       | 17            |
| BSK                  | 5       | 1931, 1933, 1935, 1936, 1939 | 6             |
| Vojvodina            | 2       | 1966, 1989 | 4             |
| Jugoslavija          | 2       | 1924, 1925 | 3             |
| Obilić               | 1       | 1998 | 1             |

## Clasament all-time 2006-2016
| Poz. | Echipă               | Oraș             | S  | M   | V   | E  | Î   | M   | P   | Pct | 1º | 2º | 3º | Prima aparitie | Din/Ultima Aparitie | Cel mai bun loc |
| ---- | -------------------- | ---------------- | -- | --- | --- | -- | --- | --- | --- | --- | -- | -- | -- | -------------- | ------------------- | --------------- |
| 1    | Partizan             | Belgrad          | 10 | 315 | 227 | 52 | 36  | 652 | 218 | 733 | 7  | 3  | –  | 2006–07        | 2006–07             | 1               |
| 2    | Steaua Roșie Belgrad | Belgrad          | 10 | 315 | 219 | 53 | 43  | 605 | 243 | 710 | 3  | 6  | 1  | 2006–07        | 2006–07             | 1               |
| 3    | Vojvodina            | Novi Sad         | 10 | 315 | 159 | 81 | 75  | 455 | 285 | 558 | –  | 1  | 6  | 2006–07        | 2006–07             | 2               |
| 4    | OFK Beograd          | Belgrad          | 10 | 315 | 112 | 64 | 139 | 345 | 399 | 400 | –  | –  | 1  | 2006–07        | 2015–16             | 3               |
| 5    | FK Jagodina          | Jagodina         | 8  | 250 | 87  | 60 | 103 | 268 | 296 | 321 | –  | –  | 1  | 2008–09        | 2015–16             | 3               |
| 6    | Rad Belgrad          | Belgrad          | 8  | 250 | 83  | 69 | 98  | 260 | 278 | 318 | –  | –  | –  | 2008–09        | 2008–09             | 4               |
| 7    | Borac Čačak          | Čačak            | 8  | 255 | 74  | 77 | 104 | 217 | 286 | 299 | –  | –  | –  | 2006–07        | 2011–12             | 4               |
| 8    | Spartak Subotica     | Subotica         | 7  | 217 | 73  | 64 | 80  | 219 | 236 | 281 | –  | –  | –  | 2009–10        | 2009–10             | 4               |
| 9    | Čukarički            | Belgrad          | 7  | 223 | 75  | 53 | 95  | 222 | 272 | 278 | –  | –  | 1  | 2007–08        | 2013–14             | 3               |
| 10   | Javor Ivanjica       | Ivanjica         | 7  | 220 | 67  | 76 | 77  | 202 | 213 | 277 | –  | –  | –  | 2008–09        | 2008–09             | 4               |
| 11   | Hajduk Kula          | Kula             | 7  | 218 | 64  | 59 | 95  | 194 | 248 | 251 | –  | –  | –  | 2006–07        | 2012–13             | 5               |
| 12   | FK Smederevo         | Smederevo        | 6  | 185 | 50  | 42 | 93  | 153 | 240 | 192 | –  | –  | –  | 2006–07        | 2012–13             | 8               |
| 13   | FK Novi Pazar        | Novi Pazar       | 5  | 157 | 47  | 43 | 67  | 150 | 193 | 184 | –  | –  | –  | 2011–12        | 2011–12             | 5               |
| 14   | Napredak Kruševac    | Kruševac         | 5  | 156 | 45  | 39 | 72  | 148 | 192 | 174 | –  | –  | –  | 2007–08        | 2016–17             | 5               |
| 15   | Radnički Niš         | Niš              | 4  | 127 | 44  | 39 | 44  | 123 | 132 | 171 | –  | –  | –  | 2012–13        | 2012–13             | 5               |
| 16   | Sloboda Užice        | Užice            | 4  | 120 | 45  | 32 | 43  | 136 | 145 | 167 | –  | –  | –  | 2010–11        | 2010–11             | 5               |
| 17   | Voždovac             | Belgrad          | 4  | 129 | 42  | 32 | 55  | 125 | 153 | 158 | –  | –  | –  | 2006–07        | 2013–14             | 7               |
| 18   | Radnički Kragujevac  | Kragujevac       | 4  | 120 | 29  | 42 | 49  | 110 | 153 | 129 | –  | –  | –  | 2011–12        | 2011–12             | 6               |
| 19   | BSK Borča            | Belgrad          | 4  | 120 | 31  | 30 | 59  | 91  | 170 | 126 | –  | –  | –  | 2009–10        | 2012–13             | 12              |
| 20   | Mladost Lučani       | Lučani           | 3  | 100 | 30  | 35 | 35  | 107 | 132 | 125 | –  | –  | –  | 2007–08        | 2007–08             | 7               |
| 21   | Metalac              | Gornji Milanovac | 4  | 127 | 30  | 34 | 63  | 100 | 173 | 124 | –  | –  | –  | 2009–10        | 2011–12             | 9               |
| 22   | Banat Zrenjanin      | Zrenjanin        | 3  | 98  | 25  | 26 | 47  | 91  | 141 | 101 | –  | –  | –  | 2006–07        | 2008–09             | 9               |
| 23   | Donji Srem           | Pećinci          | 3  | 90  | 22  | 26 | 42  | 80  | 116 | 92  | –  | –  | –  | 2012–13        | 2012–13             | 11              |
| 24   | Bežanija             | Belgrad          | 2  | 65  | 17  | 16 | 32  | 67  | 89  | 67  | –  | –  | –  | 2006–07        | 2007–08             | 4               |
| 25   | Radnik Surdulica     | Surdulica        | 1  | 37  | 11  | 11 | 15  | 41  | 65  | 44  | –  | –  | –  | 2015–16        | 2015–16             | 6               |
| 25   | OFK Mladost Apatin   | Apatin           | 1  | 32  | 11  | 8  | 13  | 25  | 33  | 41  | –  | –  | –  | 2006–07        | 2006–07             | 6               |
| 26   | FK Inđija            | Inđija           | 1  | 30  | 7   | 5  | 18  | 29  | 47  | 26  | –  | –  | –  | 2010–11        | 2010–11             | 15              |
| 27   | Mladi Radnik         | Požarevac        | 1  | 30  | 5   | 10 | 15  | 19  | 47  | 25  | –  | –  | –  | 2009–10        | 2009–10             | 16              |
| 28   | FK Zemun             | Belgrad          | 1  | 32  | 1   | 4  | 27  | 22  | 64  | 7   | –  | –  | –  | 2006–07        | 2006–07             | 12              |
| 29   | Bačka                | Bačka Palanka    | –  | –   | –   | –  | –   | –   | –   | –   | –  | –  | –  | 2016–17        | 2016–17             | -               |

Liga sau situatia în 2016–17:
|  | Superliga Sarba 2015-2016                        |
|  | Prima Liga Sarba 2015-2016                       |
|  | Liga Sarba 2015-2016                             |
|  | 2015–16 Liga a patra sau o competitie inferioara |
|  | Dizolvata                                        |

## Stadioane
| Stadium | Stadium               | Club                 | Oraș     | Inaugurat | Capacitate |
| ------- | --------------------- | -------------------- | -------- | --------- | ---------- |
| 1       | Stadionul Rajko Mitić | Steaua Roșie Belgrad | Belgrad  | 1963      | 55,538     |
| 2       | Stadionul Partizan    | Partizan             | Belgrad  | 1951      | 32,710     |
| 3       | Stadionul Omladinski  | OFK Beograd          | Belgrad  | 1957      | 19,100     |
| 4       | Stadionul Čair        | Radnički             | Niš      | 1963      | 18,151     |
| 5       | Stadionul Karađorđe   | FK Vojvodina         | Novi Sad | 1924      | 14,458     |

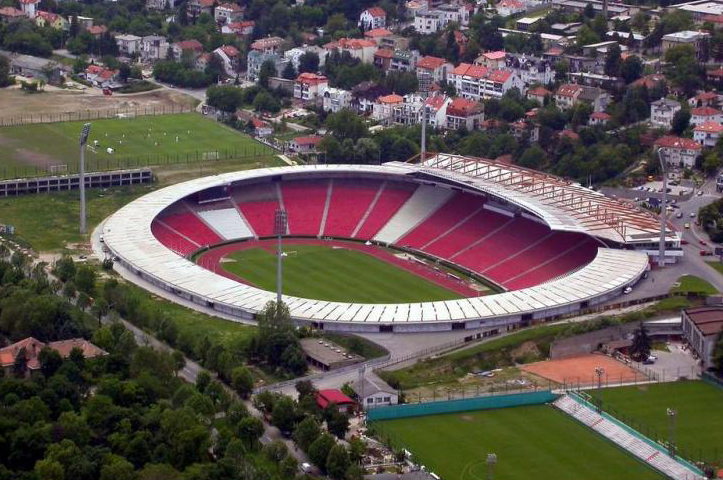
Stadionul Rajko Mitić
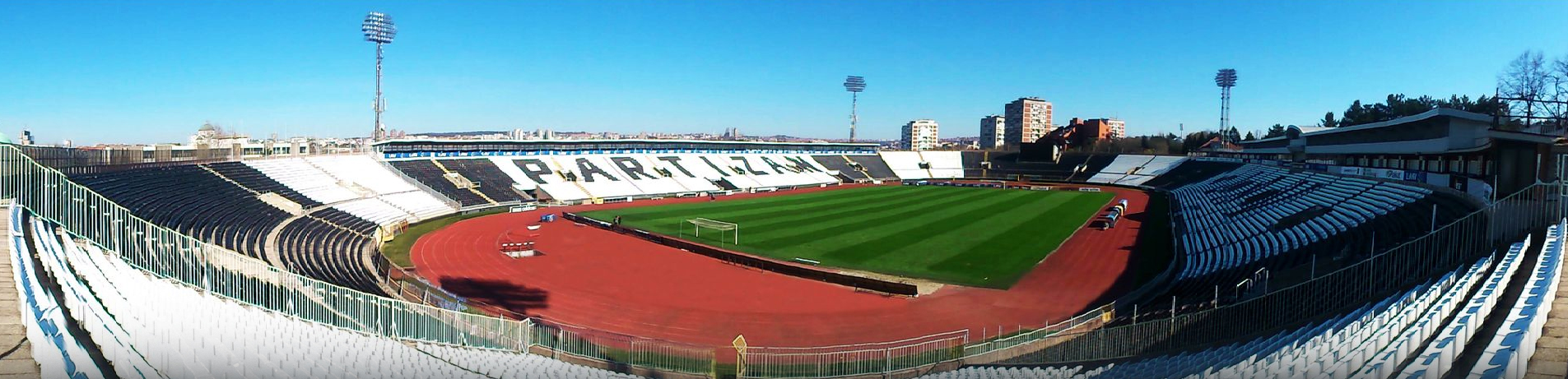
Stadionul Partizan
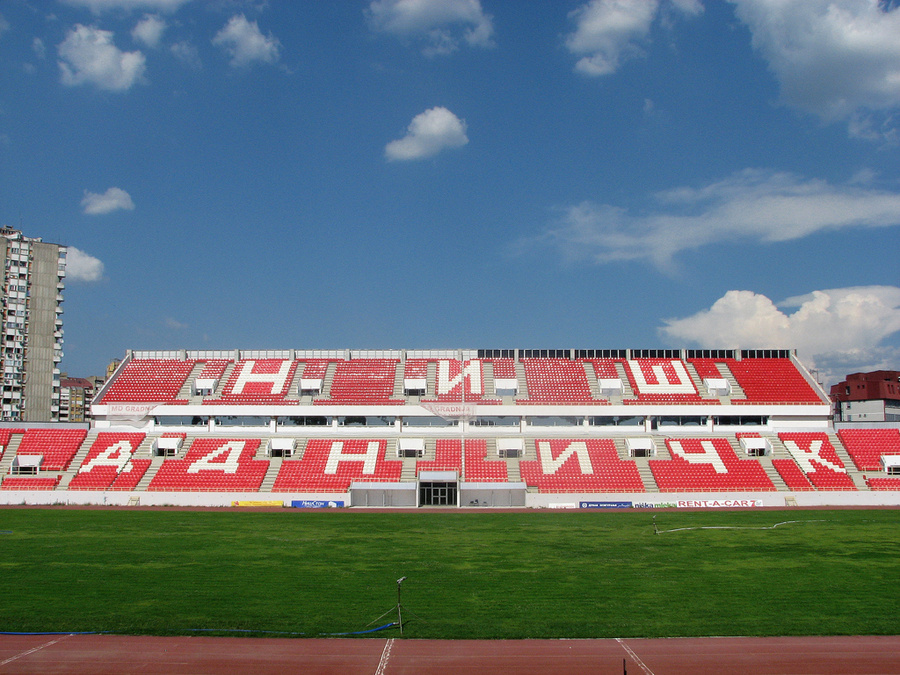
Stadionul Čair
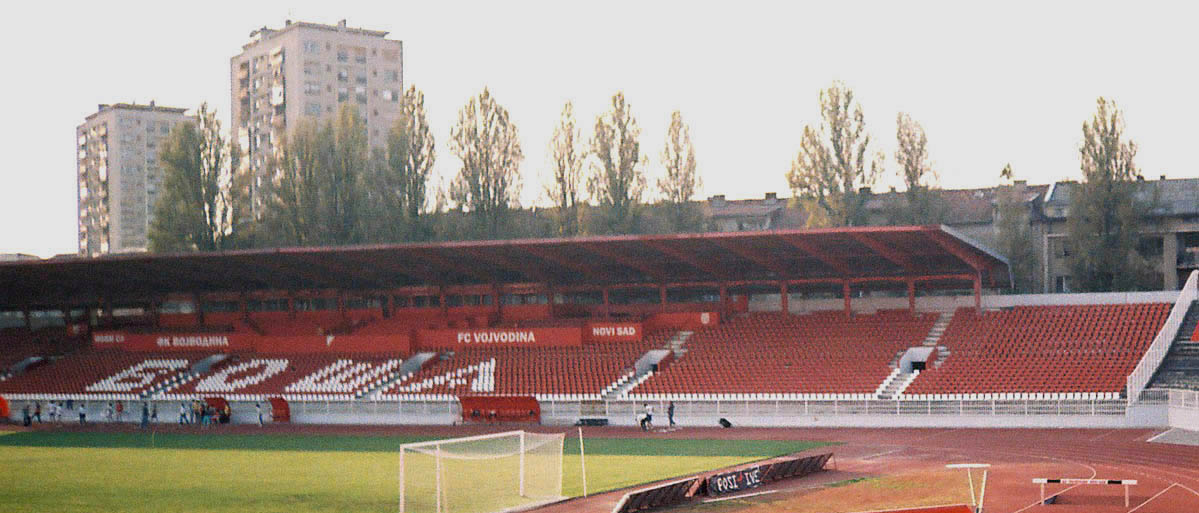
Stadionul Karađorđe

## Jucători

### Golgeteri

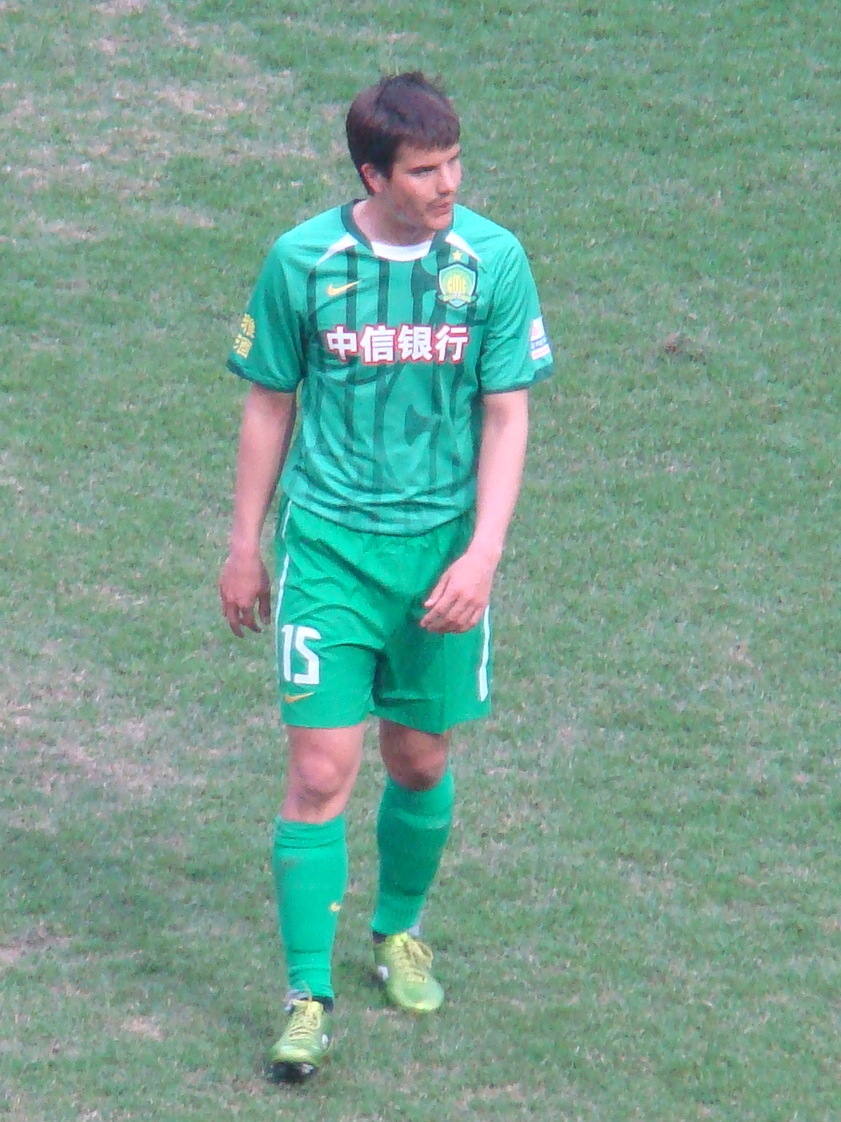
Andrija Kaluđerović a marcat 61 de goluri în Superliga Serbiei

| Jucator | Jucator             | Perioada                             | Echipa                                             | Goluri |
| ------- | ------------------- | ------------------------------------ | -------------------------------------------------- | ------ |
| 1       | Andrija Kaluđerović | 2006–2011 / 2013 / 2016–prezent      | OFK Beograd / Rad / Steaua Roșie / Vojvodina / Rad | 61     |
| 2       | Lamine Diarra       | 2007–2010 / 2011–2012                | Partizan                                           | 56     |
| 3       | Dragan Mrđa         | 2008–2010 / 2013–2014                | Vojvodina / Steaua Roșie                           | 54     |
| 4       | Nenad Milijaš       | 2006–2009 / 2012–2014                | Steaua Roșie                                       | 50     |
| 5       | Darko Spalević      | 2011–2015                            | Radnički Kragujevac / Donji Srem                   | 39     |
| 6       | Aboubakar Oumarou   | 2009–2013 / 2015                     | Steaua Roșie / OFK Beograd / Vojvodina / Partizan  | 38     |
| 7       | Milan Bojović       | 2007–2012                            | Čukarički / Jagodina / Vojvodina                   | 36     |
| 8       | Aleksandar Katai    | 2009-2013 / 2014–prezent             | Vojvodina / Steaua Roșie                           | 35     |
| 9       | Predrag Ranđelović  | 2007–2008 / 2012–2013                | Bežanija / Sloboda                                 | 35     |
| 10      | Obiora Odita        | 2006–2007 / 2010–2012 / 2014–prezent | Partizan / Javor / Voždovac                        | 32     |

### Cele mai multe aparitii
| Jucator | Jucator             | Perioada          | Echipa                                                 | Aparitii |
| ------- | ------------------- | ----------------- | ------------------------------------------------------ | -------- |
| 1       | Miroslav Vulićević  | 2006 / 2008–      | Borac / Javor / Vojvodina / Partizan                   | 193      |
| 2       | Predrag Pavlović    | 2007–2009 / 2010– | Napredak / Metalac / OFK Beograd / Novi Pazar          | 185      |
| 3       | Vladimir Torbica    | 2009–             | Spartak                                                | 181      |
| 4       | Slavko Marić        | 2007–2014         | Mladost Lučani / Borac / Sloboda / Radnički Kragujevac | 171      |
| 5       | Vladan Pavlović     | 2006–             | Bežanija / Javor / Vojvodina / Radnički Niš            | 168      |
| 6       | Sasa Ilić           | 2010–             | Partizan                                               | 168      |
| 7       | Darko Lazović       | 2007–2015         | Borac / Steaua Roșie                                   | 159      |
| 8       | Goran Gogić         | 2007–2014         | Napredak / Javor / Jagodina / Steaua Roșie             | 156      |
| 8       | Dejan Ranković      | 2006–2014         | Smederevo / Sloboda                                    | 153      |
| 10      | Branislav Trajković | 2007–2014         | Hajduk / Vojvodina / Partizan                          | 150      |

### Portari
| Jucator | Jucator          | Sezon     | Echipa       | minute |
| ------- | ---------------- | --------- | ------------ | ------ |
| 1       | Mladen Božović   | 2009-2010 | Partizan     | 916    |
| 2       | Boban Bajković   | 2012–2013 | Steaua Roșie | 820    |
| 3       | Predrag Rajković | 2014–2015 | Steaua Roșie | 663    |
| 4       | Nikola Perić     | 2012–2013 | Hajduk Kula  | 540    |
| 5       | Milan Bojović    | 2007–2008 | Čukarički    | 438    |

## Clasamentul UEFA
| Actual | Sezonul precedent | Schimbare | Liga                | Coeficient |
| ------ | ----------------- | --------- | ------------------- | ---------- |
| 24     | 22                | ▼ 2       | Superliga Daneză    | 18.100     |
| 25     | 23                | ▼ 2       | Prima Ligă Scoțiană | 17.300     |
| 26     | 29                | ▲ 3       | Prima Ligă Azeră    | 14,875     |
| 27     | 27                | ▬         | Jelen SuperLiga     | 14,625     |
| 28     | 32                | ▲ 4       | Prima Ligă Kazahă   | 14.125     |
| 29     | 25                | ▼ 4       | A PFG               | 13.125     |
| 30     | 28                | ▼ 2       | PrvaLiga            | 13,125     |

| Loc | Echipa               | Coeficient |
| --- | -------------------- | ---------- |
| 110 | Partizan Belgrad     | 16.925     |
| 193 | Vojvodina Novi Sad   | 07.925     |
| 208 | Steaua Roșie Belgrad | 07.175     |
| 297 | Jagodina             | 04.175     |
| 306 | Čukarički            | 03.925     |
| 325 | Rad                  | 03.425     |

## Istoric
Campionatul intern de fotbal a debutat cu prima ediție în anul 1923.

## Campioane
| Club                    | Nr. de Titluri | Edițiile |
| ----------------------- | -------------- | --- |
| FK Steaua Roșie Belgrad | 26             | 1951, 1953, 1956, 1957, 1959, 1960, 1964, 1968, 1969, 1970, 1973, 1977, 1980, 1981, 1984, 1988, 1990, 1991, 1992, 1995, 2000, 2001, 2004, 2006, 2007, 2014 |
| FK Partizan Belgrad     | 26             | 1947, 1949, 1961, 1962, 1963, 1965, 1976, 1978, 1983, 1986, 1987, 1993, 1994, 1996, 1997, 1999, 2002, 2003, 2005, 2008, 2009, 2010, 2011, 2012, 2013, 2015 |
| BSK Belgrad             | 5              | 1931, 1933, 1935, 1936, 1939 |
| FK Vojvodina            | 2              | 1966, 1989 |
| SK Jugoslavija          | 2              | 1924, 1925 |
| FK Obilić               | 1              | 1998 |